# Comuna Ustka
Comuna Ustka (poloneză gmina Ustka) este o comună rurală din powiat-ul słupski, voievodatul Pomerania, din partea septentrională a Poloniei. Sediul administrativ, orașul Ustka, are statutul de comună urbană și nu aparține comunei Ustka. Conform datelor din 2004 comuna avea 7.322 de locuitori. Întreaga suprafață a comunei Ustka este 218,1 km².
În comuna sunt 18 sołectwo-uri: Charnowo, Dębina, Duninowo, Gąbino, Grabno, Lędowo, Machowino, Machowinko, Niestkowo, Możdżanowo, Objazda, Pęplino, Przewłoka, Rowy, Starkowo, Wodnica, Wytowno și Zaleskie. Comuna învecinează cu comuna Postomino (powiat-ul sławieński, voievodatul Pomerania Occidentală), comuna Słupsk, comuna Smołdzino, orașul Ustka și Marea Baltică.
Înainte de reforma administrativă a Poloniei din 1999, comuna Ustka a aparținut voievodatului Słupsk.